# Vasili Zhirov
Vasili Valerievich Zhirov (en kazajo: Василий Валерьевич Жиров; Baljash, URSS, 4 de abril de 1974) es un deportista kazajo que compitió en boxeo.
Participó en los Juegos Olímpicos de Atlanta 1996, obteniendo una medalla de oro en el peso semipesado. Ganó dos medallas de bronce en el Campeonato Mundial de Boxeo Aficionado, en los años 1993 y 1995.
En enero de 1997 disputó su primera pelea como profesional. En mayo de 1998 conquistó el título internacional del CMB, en la categoría de peso crucero; en junio de 1999 ganó el título internacional de la IBF en el mismo peso, que perdió en abril de 2003. En su carrera profesional tuvo en total 42 combates, con un registro de 38 victorias, tres derrotas y un empate.

## Palmarés internacional
| Juegos Olímpicos   | Juegos Olímpicos         | Juegos Olímpicos  | Juegos Olímpicos |
| Año                | Lugar                    | Medalla           | Categoría        |
| ------------------ | ------------------------ | ----------------- | ---------------- |
| 1996               | Atlanta (Estados Unidos) | Medalla de oro    | 81 kg            |
| Campeonato Mundial |                          |                   |                  |
| Año                | Lugar                    | Medalla           | Categoría        |
| 1993               | Tampere (Finlandia)      | Medalla de bronce | 75 kg            |
| 1995               | Berlín (Alemania)        | Medalla de bronce | 81 kg            |